# Liste der Kinos im Berliner Bezirk Spandau
Die Liste der Kinos im Berliner Bezirk Spandau gibt eine Übersicht aller Kinos, die im Berliner Bezirk Spandau existiert haben oder noch existieren. In der Liste sind die Ortsteile entsprechend den Grenzen seit der Bezirksreform 2001 enthalten und alphabetisch vorsortiert: Falkenhagener Feld, Gatow, Hakenfelde, Haselhorst, Kladow, Siemensstadt, Spandau, Staaken, Wilhelmstadt. Die Liste wurde nach Angaben aus den Recherchen im Kino-Wiki aufgebaut und mit Zusammenhängen der Berliner Kinogeschichte aus weiteren historischen und aktuellen Bezügen verknüpft. Sie spiegelt den Stand der in Berlin jemals vorhanden gewesenen Filmvorführeinrichtungen als auch die Situation im Januar 2020 wider. Danach gibt es in Berlin 92 Spielstätten, was Platz eins in Deutschland bedeutet, gefolgt von München (38), Hamburg (28), Dresden (18) sowie Köln und Stuttgart (je 17). 
Gleichzeitig ist diese Zusammenstellung ein Teil der Listen aller Berliner Kinos und der Ortsteillisten.

## Einleitung
Die bis 1920 eigenständige Stadt Spandau besaß im vorigen Jahrhundert mehr als 20 Lichtspielhäuser. Das erste „Kinematographentheater“ Spandaus wurde 1911 in der Altstadt, Havelstraße eröffnet. Die legendären „Havel-Lichtspiele“ – nach dem Umbau 1955 „Aladin“ – wurden ab 1969 zum Supermarkt wie zahlreiche weitere Spandauer Kinos in den 1960er Jahren. Jedoch wurden die „Havel-Lichtspiele“ 1996 reaktiviert als „Kinocenter“, seit 2005 zum Cineplex. Namen wie „Capitol“, „Tivoli“, „Odeon“, „Savoy“ und „Bio“ gingen verloren, ihre Kinosäle stehen leer, wurden Supermärkte oder abgerissen. In der Kinoliste sind (bei den erreichbaren Quellen) 38 Kinostandorte innerhalb des Bezirks Spandau nachweisbar. 1920 bestanden neun, 1940 waren es zehn und 1960 20 Kinos in Spandau, 1980 bestanden noch vier und 2010 werden zwei Kinos bespielt: das Cineplex und Kino im Kulturhaus (mit Spielstätten des Vereins „Kommunales Kino Spandau“).
Nahezu unbekannt ist die Nutzung von Einrichtungen der Spandauer Militärindustrie als Standort für Filmproduktionen. Der Versailler Vertrag verbot militärische Nutzungen und die Staakener Zeppelinhallen mit einem Stammkapital von 500 Millionen Reichsmark von den „Filmwerken Staaken“ genutzt. Vom Zeppelinbau standen bis zu 28 Meter hohe und witterungssichere Produktionssäle zur Verfügung mit einer Produktionsfläche des Achtfachen der Summe der anderen Berliner Standorte. Hier entstanden 200 Filme, das war ein Drittel der gesamten deutschen Filmproduktionen der 1920er Jahre. Mit dem Übergang zum Tonfilm kamen um 1930 finanzielle Schwierigkeiten für Stummfilmstudios auf, denen die Tontechnik fehlte. Bei der Machtübernahme der Nationalsozialisten wurden die Bestimmungen des Versailler Vertrags ausgesetzt und 1934 die militärische Nutzung wieder forciert. Er bestand der Plan einer „Filmstadt“ zwischen Gatow und Kladow, nahe der Insel Lindwerder, nach Entwürfen von Hans Poelzig als Ersatzproduktionsstätte. Grundstücke für zwölf Atelierhallen, Kopieranstalt und eigenes Heizkraftwerk waren gekauft, der Plan wurde allerdings nach der Wirtschaftskrise nicht ausgeführt. Erst 1942 entstanden an der Charlottenburger Chaussee wieder Kinofilme durch die Mars Film GmbH, sie produzierte sämtliche Ausbildungsfilme der Wehrmacht. In deren Studios wurden nach Kriegsende Filme für die sowjetischen Truppen synchronisiert, danach für die Briten. 1946 gründete Artur Brauner seine „Central-Cinema-Company“. Für die CCC-Ateliers erwarb er auf der Insel Eiswerder ein verwildertes 5000-Quadratmeter-Gelände mit Fabrikgebäuden, in denen die Nazis Versuche mit Giftgas unternommen hatten. Nahezu 400 Mitarbeiter produzierten fast 250 Filme, es wurden Requisiten und Kostüme gefertigt, Filmschnitt und die Vermarktung organisiert und Kapazitäten an andere Firmen vermietet, beispielsweise drehte die Rialto-Film die Innenaufnahmen der Karl-May-Filme, das ZDF produzierte Fernseh-Shows.

## Kinoliste
| Name/Lage                                                         | Adresse                                             | Bestand             | Beschreibung |
| ----------------------------------------------------------------- | --------------------------------------------------- | ------------------- | --- |
| Filmbühne (Stadtrand) (Lage)                                      | Falkenhagener Feld Stadtrandstraße 525              | 1952–1961           | Die „Filmbühne Spandau Stadtrand“ befand sich in der Stadtrandstraße 525 / Ecke Glühwürmchenweg. Die Stadtrandstraße ist die Hauptstraße der Stadtrandsiedlung im Falkenhagener Feld, die in den 1930er Jahren angelegt wurde. Zum Ortsteil im Bezirk Spandau wurde das Falkenhagener Feld zusammen mit dem Ausbau der Heerstraße ab 1960. Das Grundstück Stadtrandstraße 525–527 / Glühwürmchenweg 31–33 wurde erst in den Nachkriegsjahren bebaut und es befand sich der „Stadtrandgarten“, auch „Julius-Garten“, mit einem Gartenrestaurant hier. Im Kino-Adressbuch sind mit der Gründung des Saalkinos Allan Hagedorf und Elise Wruck genannt. Das Kino ist mit 260 Plätzen aufgeführt. Ab 1957 wurde Elise Wruck alleinige Inhaberin. Das Einzugsgebiet des Kinos war der Nordwesten von Spandau, insbesondere die hier wohnenden Siedler und Schrebergärtner. Mit seiner Grenzlage zu Falkensee könnte es auch als Grenzkino fungiert haben. Dies ist wohl einer der Gründe, dass die Filmbühne den Spielbetrieb ab 1961 eingestellt hat. Für 1962 ist das Kino nicht mehr notiert. Der Saal wurde zur Gaststätte und die Stadtrandschänke besteht immer noch. Der Julius Garten ist als Café/Bar/Restaurant ausgezeichnet und bietet einen Saal mit 170 Plätzen für „Festlichkeiten“. |
| Film-Eck Spandau (Lage)                                           | Falkenhagener Feld Falkenseer Chaussee 266a         | 1939–1961           | Als das „Hali“ (Hakenfelder Lichtspiele) in dem Restaurantbau für die Errichtung des Luftfahrtgerätewerks von Siemens & Halske (LGW Hakenfelde) abgerissen wurde eröffnete Otto Kienzle 1939 die 2,5 Kilometer Fußweg entfernten Filmeck-Lichtspiele in der Falkenhagener Chaussee/ Ecke Germersheimer Weg (seit 1958: Falkenseer Chaussee 266a). 1937 ist ein Geländestreifen zwischen Grundstück 271 und 266 über die Falkenhagener Chaussee parallel zum Germersheimer Weg noch baufrei gehalten. Die Eröffnung des Filmecks durch Otto Kienzle ist für den 3. Februar 1939 angegeben. An das Wohnhaus 266 anschließend wurde als die Baufreihaltung aufgehoben war ein Flachbau mit den Filmräumen angesetzt, der in die projektierte Straße 561 reichte. Diese wurde durch die Gehag ab 1940 bebaut und 1942 als Germersheimer Weg benannt und ausgeführt. Das Kino hatte 596 bis 599 Plätze und wurde täglich bespielt. 1950/1952 sind auch 611 Plätze, allerdings 16 Vorstellungen je Woche angegeben. Im Jahr 1941 übernahm Maria Kienzle das Kino, die es bis zur Schließung besaß. Die Geschäfte führte Bernhard Hoffmann. „Über eine Treppe, die an eine Bahnhofstreppe erinnerte, gelangte man zu den Kassen. Auch der Raum, in dem sich die Treppe befand, sah aus wie ein Bahnhofseingang. Zum Germersheimer Weg hin war er offen und wurde nach dem Kinobetrieb mit einem Eisengitter verschlossen. Wenn man die Treppe hinauf gegangen war, erreichte man eine Plattform und stand vor zwei Kassen.“ Wöchentlich gab es 21 Vorstellungen, eine Spät- und eine Jugendvorstellung. Ab den 1950er Jahren sind technische Angaben vorhanden. Die Bestuhlung von Kamphöner waren Klappsessel mit Hochpolster. Als Projektionsapparate gab es zwei Ernemann VII B (rechts und links). Die Verstärker waren anfangs von Eurodyn, ab 1957 von Klangfilm. Weiterhin sind genannt: Lautsprecher von Klangfilm, als Bild- und Tonsystem „CS 1 KL“, sowie CS 4 KM, das Größenverhältnis der Leinwand war 1:2,35 und 1:2,55. Dem allgemeinen Trend am Kinointeresse folgend wurde das Filmeck 1960 auf 1961 geschlossen. „Die Leinwand wurde von einem dunkelblauen Vorhang, der von der Bühne von unten her weiß angestrahlt wurde, verdeckt. Auf massiven Kinoklappstühlen mit dicken braunen Polstern nahm man zu den Vorstellungen Platz. Zu den Jugendvorstellungen am Sonntag um 13.30 Uhr durften Kinder ohne Begleitung Erwachsener nur im Parkett sitzen, während Kinder in Begleitung Erwachsener auch im Hochparkett sitzen durften. Als Einlassmusik wurde Westernmusik instrumental ohne Gesang gespielt. Die Filmvorführungen waren sehr niveauvoll.“ Seit 1961 befindet sich in dem Gebäude des ehemaligen Filmecks ein Supermarkt. |
| Filmtheater Gatow (Lage)                                          | Gatow Alt-Gatow 29/35                               | 1946–1966           | Das Filmtheater Gatow war ab 1946 im Tanzsaal des „Wirtshauses Gatow“ untergebracht. Die Randlagen Berlins wurden in den Nachkriegsjahren auf Grundlage von unzerstörter Struktur bevorzugt für kulturelle Einrichtungen genutzt. Der Tanzsaal lag an der Straßenfront rechts neben dem Restaurantgebäude. Später wurde der Tanzsaal als Parkhaus genutzt. Die Adressangaben für das Kino liegen zwischen 28/34 und 27/35. Das Wirtshaus liegt im Ortskern Gatows gegenüber der Dorfkirche Gatow und der Feuerwache. Zum Wirtshaus gehörte die Gartenfläche von 6000 Quadratmetern zwischen Straße und Havel. Inhaber und (wohl) Gründer des Filmtheaters waren Franz und Edith Rupp aus Gatow (Kladower Damm 13). Das Kino ist mit 263 Sitzplätzen angegeben. Die Zeitgenossen beschreiben das Kinovergnügen: „Man saß auf Gartenstühlen, die mit Draht zu Stuhlreihen zusammengebunden waren. Ob Nachmittagsvorstellungen mit Charlie Chaplin oder abends die ersten Wild-West-Filme, für 80 Pfg. oder eine Mark war es billiges Vergnügen.“ Bespielt wurde das Kino an sieben Tagen, sonntags mit vier Vorstellungen. Die Bühne hatte eine Größe von 6 m × 8 m, 1959 wurde auf verbesserte Kinotechnik und Breitwand im Größenverhältnis 1:2,35 umgestellt. Die Schließung erfolgte (wohl) dem Zeitgeist folgend aus wirtschaftlichen Gründen. Das Restaurantgelände wurde – begünstigt durch die angrenzende Havel – auf der straßenabgewandten Seite mit Wohnhäusern zum Havelufer hin bebaut. Das 1903 erbaute Wirtshaus (Alt-Gatow 31) selbst besteht noch und wurde in die Denkmalliste aufgenommen. |
| Filmpalast Schützenhaus (Lage)                                    | Hakenfelde Neuendorfer Straße 39 (38–42)            | 1925–1927           | Das Kino wurde als Saalkino im ehemaligen Schützenhaus eingerichtet, dass sich zwischen Park- und Schützenstraße (zwischen Städtischen Krankenhaus und Gasometer) befand. Das Grundstück des „Alten Schützenhauses“ als Neuendorfer Straße 38–42 entspricht der Hausnummer 39. Das Alte Schützenhaus gibt es nicht mehr, an der Stelle befindet sich ein Sport- und Restaurant-Flachbau. Für 1927 ist der Filmpalast Schützenhaus mit 700 Plätzen für Dr. Schoenmann und Burlie eingetragen. Der Filmpalast wurde täglich bespielt, Programmwechsel erfolgten am Dienstag und Freitag. |
| Filmstudio Wichern (Lage)                                         | Hakenfelde Wichernstraße 14–21                      | 1970–2000           | Gerhard Hussock als Verwalter des „Filmstudio Wichern“ und Hauswart der Wichern-Kirchengemeinde ist schon lange im Kinogeschäft. Er war vor dem Filmstudio Filmvorführer im Tivoli, im Forum-Filmtheater und im Savoy in Spandau. Im März 1970 eröffnete er im Gemeindesaal der Wichern-Gemeinde das „Wichernkino“ mit zwei Kofferprojektoren, die aus dem Maison de France stammten und einer Leinwand von der Filmbühne am Steinplatz. Als erster Film lief Wirtshaus im Spessart, es folgten am Wochenende Familienprogramm. Inhaber der Spielstätte mit 200 Plätzen war die Evangelische Wicherngemeinde. Mit Eröffnung des Kinocenters Spandau 1996 mit fünf Sälen in der Havelstraße sank zunehmend die Besucherzahl und die Anzahl der Vorstellungen wurde reduziert. Im Dezember 2000 wurde der Spielbetrieb letztlich eingestellt. |
| HaKi(-Filmtheater) (Lage)                                         | Hakenfelde Neuendorfer Straße 43                    | 1952–1969           | Das Kino lag in dem Eckhaus Neuendorfer Straße 43 / Schützenstraße 11 (gegenüber vom Gasag-Gaswerk Spandau). Der Name ist die Kurzform von Hakenfelder Kino (vergl. dazu HaLi: Hakenfelder Lichtspiele). „In wenigen Wochen verwandelte sich in Berlin-Spandau der Trümmerplatz Neuendorfer Straße Ecke Schützenstraße in einen schmucken Kinobau, das ‚Haki‘ in Hakenfelde mit 465 Plätzen. Geschwindigkeit ist keine Hexerei, das war auch das Motto für die Innenausstattung, für die nur etwa 80 Stunden gebraucht wurden. Ein Paneel von grüner Saffianfolie steht zu dem Beige des Bühnenvorhangs und der zartgetönten Decke in wirkungsvollem Kontrast. Walter Groß sprach zur Einweihung des neuen Hauses flotte Verse. Anschließend erlebten die ersten Spandauer Besucher ein eigenes Erzeugnis, den CCC-Film ‚Schwarze Augen‘ aus den Spandauer Ateliers.“ Das als Flachbau errichtete Kino gehörte der „Spandauer Kinogesellschaft Halbfass & Co“, deren Geschäftsführer Erich Halbfass war. Gespielt wurde täglich mit 22 Vorstellungen, eine Jugend-, eine Spätvorstellung wöchentlich. Die Bestuhlung war von Kamphöner: Flachpolster-Sessel. Der Projektor war Frieseke & Hoepfner FH 66, Verstärker und Lautsprecher: Klangfilm, Bild- und Tonsystem: CinemaScope Einkanal-Lichtton, das Größenverhältnis der Leinwand 1:2,35. Mit Bauplanungen in Spandau-Hakenfelde wurde das HaKi 1966 geschlossen. Zurückgesetzt besteht ein viergeschossiger Wohnhausbogen zwischen Schützenstraße (4–10) und Neuendorfer Straße (45–48). Die vom Kino genutzte Grundstücksfläche Nummer 43 davor ist Park-, Grünfläche und Müllcontainerplatz. |
| HaLi(-Lichtspiele) (Lage)                                         | Hakenfelde Streitstraße 10                          | 1936–1939           | Das Kino befand sich in der Streitstraße 10 an der Ecke Hohenzollernring auf dem Grundstück nördlich vom Nordhafen Spandau zwischen Streitstraße und Havel. Im Adressbuch 1935 ist für die Streitstraße 10/11 das Gasthaus von Gastwirt K. Klauke aufgeführt. 1936 richtete Otto Kienzle die Hali-Lichtspiele (wohl) als Saalkino ein. Das Kino mit 548 Plätzen wurde täglich bespielt. Von 1938 bis 1942 wurden nach Plänen von Hans Hertlein die Gebäude des ehemaligen Luftfahrtgerätewerks von Siemens & Halske (LGW Hakenfelde) auf diesem Grundstück errichtet. Als deshalb das Hali schloss und wohl abgerissen wurde, eröffnete Otto Kienzle 1939 die 2,5 Kilometer entfernten Filmeck-Lichtspiele in der Falkenhagener Chaussee / Ecke Germersheimer Weg (seit 1958: Falkenseer Chaussee 266a). Die Bauten des LGW blieben erhalten und wurden nach dem Lyriker Hans Carossa als Carossa-Quartier benannt. Darin sind zahlreiche Ladengeschäfte, Gewerberäume, ein Spielcasino, eine Arbeitsagentur, Arztpraxen sowie eine Moschee. |
| Tivoli-Lichtspiele --- Eri-Lichtspiele (Lage)                     | Hakenfelde Walldürner Weg 16                        | 1951–1966           | Die Lichtspiele in Spandau-Hakenfelde wurden 1951 ursprünglich als „Eri-Lichtspiele“ eröffnet, benannt nach dem Inhaber Ebert & Richter (Firmensitz Reichsstraße 4, später: 7). Inhaber des Kinos waren 1953 Alfred Ebert, Hanni Richter und Klara Senst, die Geschäfte führte Alfred Ebert. Architekt des Kinobaus war Architekt Hübner. Als Klara Senst hinzukam, erhielt das Kino den Namen „Eris“. 1959 wurde es in Tivoli-Lichtspiele umbenannt. Das Kino entstand auf dem Grundstück Walldürner Weg 16 und als Adresse der Spielstätte wurde zunächst mit der Planung der Siedlung Reichsstraße 7 (seit 1965: Cautiusstraße) vergeben. Das Kino bot anfangs 600, später zeitweise 590 Plätze. Es wurde täglich bespielt, mit 21 bis 22 Vorstellungen in der Woche, seit 1957 auch eine Matinee-, eine Spätvorstellung, Filmkunst gab es ein bis zweimal monatlich. Die Bestuhlung waren Klappsitze von Stüssel teilweise mit Hochpolster. Es gab eine 3-D-Einrichtung, die Bühne war 9 m × 4 m × 6 m. Nach den Angaben im Kino-Adressbuch ergeben sich für die Ausrüstung folgende Angabe: tön. Dia, Projektor: Ernemann VII B, Verstärker von Uniphon, Bild-/Tonsystem: CS 1 KL, Leinwand im Verhältnis 1:2,35, Lichtquelle: Becklicht. Seit 1961 ist auch eine Schwerhörigenanlage aufgeführt. Das Kino schloss 1966 und das Gebäude wurde 1966 abgerissen, zunächst entstand auf der Fläche ein Platz mit Garagen. Innerhalb der Siedlung am Walldürner Weg mit dreigeschossigen Wohnhäusern befindet sich aktuell ein Spielplatz und Grünfläche. |
| Rex-Filmtheater (Lage)                                            | Haselhorst Haselhorster Damm 27                     | 1935–1963           | Das Kino lag an der Südwestecke Burscheider Weg / Haselhorster Damm im Zentrum der zwischen 1930 und 1935 errichteten Reichsforschungssiedlung. Das von vornherein als Filmtheater erbaute Flachdachgebäude mit einem Halbrund hinter der Bühne wurde mit neben anderen Einrichtungen für diese Siedlung geplant. Am 2. November 1935 eröffnete Johannes Betzel die „Rex-Lichtspiele“. Das Kino besaß 652 Plätze, gespielt wurde täglich. Ab 1939 wurden die Rex-Lichtspiele an Geschäftsführer verpachtet: 1939 – Walter Weber, ab 1941: Horst Feldt. Das Kinogebäude mit der Technik blieb im Eigentum von Johannes Betzel und wurde in der Nachkriegszeit durchgehend als Spielstätte weiter von Charlotte Trösser geführt. Bespielt wurde es täglich und 14 bis 17 Vorstellungen in der Woche. In den 1960er Jahren wurde die Bezeichnung zu „REX“(B)-Haselhorst. Die 652 Sitzplätze hatten eine Bestuhlung mit Kinosesseln mit Flach- und Hochpolster, die Leinwand war im Verhältnis 1:2,35 vorhanden. Die Projektion erfolgte mit AEG Euro G und Bauer B 8, Verstärker und Lautsprecher waren von Klangfilm, das Bild- und Tonsystem war CS 1 KL. Ab 1959 sind Johannes und Gizella Betzel als Inhaber benannt, die Geschäfte führte weiterhin Charlotte Trösser bis 1960 dann Edith Moderow übernahm. Dem Zug der Zeit folgend wurde der Spielbetrieb 1963 aus kalkulatorischen Gründen eingestellt. Schon im Folgejahr 1964 wurde der Flachbau als Supermarkt der (vormaligen) Vineta Handelsgesellschaft genutzt. Der entsprechend angepasste Bau wird für die Haselhorster Siedler nach wie vor als Lebensmittelmarkt wechselnder Discounter genutzt. |
| Astra-Cinema Gatow --- Märkische Tonlichtspiele (Lage)            | Kladow Kladower Damm 182                            | 1935–1994           | Unter Kladower Damm 182 ist die General-Steinhoff-Kaserne adressiert, Durch die Umbenennungen der Kasernenstraßen im Rahmen der Zivilisierung und der Bildung der Landstadt Gatow steht das (Stabs-)Gebäude am Hans-Grade-Ring. Das „Astra-Cinema“ war auf dem Flugplatz Gatow das Truppenkino der britischen Streitkräfte in Berlin. Der Kinosaal lag im Stabsgebäude auf dem Flugplatz Gatow nahe der Stabsleitung. „Das „Astra“ liege mitten im Stabsgebäude auf dem Flugplatz Gatow, fast Tür an Tür mit der Stabsleitung, erläutert Oberstleutnant Udo Genth von der 3. Luftwaffendivision. Deshalb werde es der Öffentlichkeit wohl nicht zugänglich gemacht. Noch können bis zu 304 Zuschauer die Filme verfolgen, die der 40 Jahre alte Projektor siebenmal wöchentlich auf die Leinwand wirft. Am 26. August um 19.30 Uhr soll es die letzte Vorstellung geben.“ Das Stabsgebäude wurde anschließend von der Luftwaffe der Bundeswehr übernommen und in der General-Steinhoff-Kaserne weitergenutzt. 1935 fand die Einweihung des Militärflugplatzes Gatow statt. Es ist anzunehmen, dass kurz danach die „Märkischen Tonlichtspiele“ eröffnet wurden. Zu dieser Zeit gab es im Brandenburger Raum mehrere Filmtheater, die diesen Namen trugen. Betrieben wurden sie alle als Kinos für Soldaten an ihren Standorten. Im Kinoadressbuch ist für 1938 „Märkische Tonlichtspiele“ in Berlin-Gatow genannt. Das Kino wurde an drei Tagen in der Woche bespielt und hatte eine Kapazität von 200 Plätzen. Es wurde für das Soldatenheim Döberitz bespielt. 1940 ist hier der Mitspielort des Truppenkinos Dallgow-Döberitz genannt. Im Mai 1945 besetzte die Rote Armee im Zuge der Eroberung Berlins den Flugplatz und übergab ihn am 2. Juli 1945 der britischen Royal Air Force. Fortan war er Flugplatz des britischen Sektors in der Viersektorenstadt Berlin. Die Gesamtanlage des Flugplatzes (einschließlich des vormaligen Kinosaals im Stabsgebäude) ist in die Berliner Denkmalliste aufgenommen. |
| Autokino Berlin (Lage)                                            | Siemensstadt Motardstraße 107                       | 1964–1980           | „Mitte September 1965 begann die Auto-Kino-Gesellschaft Olympic auf dem Freigelände an der Otternbuchtstraße und Motardstraße mit der Errichtung des ersten Autokinos West-Berlins. Bereits am 24. September erfolgte durch die Schauspieler Hannelore Elsner und Georg Thomalla die Eröffnung als Autokino Siemensstadt. Nach dem Eröffnungsfilm Beim siebten Morgengrauen gab es ein Feuerwerk als Zugabe. Dieses Autokino auf einer Stellfläche von 40.000 m² für 1030 Personenkraftfahrzeuge war das zweite Drive-In-Theater in Deutschland (das erste eröffnete am 29. März 1960 in Gravenbruch bei Frankfurt/Main). Die 22 m hohe, 450 m² große Projektionswand aus wetterbeständigen Eternit- und Glasplatten war von weither sichtbar und eine der damaligen Attraktionen der Siemensstadt. 515 Anschlusssäulen dienten als Verteiler für Lautsprecher und Heißluftgebläse (im Winter); daneben hatten sie eine Ruftaste für den motorisierten Verpflegungsservice. An den Kassen konnten gleichzeitig sechs Autoschlangen abgefertigt werden. Aufgrund der Erweiterungen des Heizkraftwerks Reuter musste die Kinoanlage Anfang der 1980er Jahre schließen“ () „Das Autokino bot eine besondere Dienstleistung: Auf den über tausend Standplätzen gab es für die Besucher außer den Lautsprechern, die ins Auto gehängt wurden, die Möglichkeit, per Knopfdruck Mitarbeiter zu rufen, die Sandwiches und Getränke brachten.“ Die Berliner Autokino-Geschichte ist relativ überschaubar. So spielte das Autokino Siemensstadt an der Motardstraße 81–125 von 1966 bis November 1981. Die Adresse des Auto-Kinos Berlin lautete zunächst Motardstraße, zeitweise Otternbuchtstraße und ab 1977 Motardstraße 107. Die Betreibergesellschaft hatte den Sitz Berlin 19 Heerstraße 21. Im Kinoadressbuch ist 1972 bis 1976 Becker & Co. als Inhaber genannt. Das Gelände westlich von Sternfeld gehörte bis in die 1930er Jahre der Osram GmbH, der südliche Teil wurde in den Nachkriegsjahren von den KGA Sternfeld und Spreewiesen genutzt. Das von Siemens-Nebenbetrieben genutzte nördliche straßennahe Gebiet stand als Brache östlich der Otternbuchtstraße für ein Autokino zur Verfügung. Mit der Erweiterung des Heizkraftwerkes Reuter in den 1980er Jahren durch den Betriebsteil Reuter-West, der 1987 in Betrieb ging, wurden die anschließenden Flächen benötigt. Dabei wurde zudem die Straßenführung geändert. |
| Elektra-Lichtspiele (Lage)                                        | Siemensstadt Nonnendammallee 82                     | 1912–1931           | „Von 1913 bis 1930 befand sich im Hause Nonnendammallee 82 das Stummfilmkino Elektra-Lichtspiele. Danach zog hier das Textilkaufhaus Stein ein, dessen Geschäft in der Reichspogromnacht am 9./10. November 1938 zerstört wurde.“ (). Besitzer der Lichtspiele im Haus 82/82a zwischen Watt- und Hertzstraße (→ Grammestraße) mit 130 Zuschauerplätzen war Kinobesitzer Ewald Dondajewski aus NW 5, Perleberger Straße 58. Gespielt wurde täglich mit zwei Programmen je Woche, für 1927 ist im Kino-Adressbuch eine mitunter mögliche Unterbrechung der täglichen Vorstellungen notiert. Offensichtlich wurde der Betrieb der Stummfilmvorführungen eingestellt, als berlinweit Kinos mit Tonfilmtechnik ausgerüstet wurden. Im Kinoadressbuch ist als Adresse sowohl Nonnendammallee 82 als auch 82a notiert. Um 1950 wurde wohl das Haus 82/82a abgerissen und es verblieb nur Ecke Wattstraße das Haus Wattstraße 4a. Ende der 1960er Jahre wurde die Eckbebauung zur Nonnendammallee 82 ergänzt. Frühestens zum Ende der 1980er Jahre wurde die Lücke Nonnendammallee 82 und 82a durch den Neubau eines Wohn- und Geschäftshauses geschlossen. So ist keinerlei Restbau der Elektra-Lichtspiele verblieben. |
| Kammerlichtspiele --- Kino Siemensstadt (Lage)                    | Siemensstadt Nonnendammallee 96                     | 1932–1963           | „Nach umfangreichen Umbauten zog 1931 in das Eckhaus an der Nonnendammallee 96, Ecke Grammestraße, das Tonfilmkino „Kammerspiele Siemensstadt“ ein, das hier bis 1963 spielte, und als Kino Siemensstadt zum „Stammkino“ der Siemensstädter avancierte. Zuvor hatte sich in dem Haus seit 1913 das Kaiserliche Postamt 2. Klasse bzw. das Reichspostamt Berlin-Siemensstadt befunden. Nach 1963 zogen hier in Folge mehrere Supermärkte ein (wie M. Tilgner´s Großmarkt). Im Jahre 2000 wurden die Räumlichkeiten kurzzeitig erneut von der Post genutzt.“ () Aktuell (Stand 2016) wird das Erdgeschoss des Hauses mit den vormaligen Kinoräumen von einem Textilgeschäft und einer Bank genutzt. Das „Kino Siemensstadt“ besaß 460 (455) Plätze und wurde von Karl Bornemann und Karl Roger als Geschäftsführer der „Kino Siemensstadt GmbH“ betrieben. Das Wohnquartier der Siemensstadt an der Nonnendammallee war kaum von Kriegsschäden betroffen, so konnten die Filmvorführungen ununterbrochen in der Nachkriegszeit fortgesetzt werden. Im Besitz von Martha Tilgner und geführt von Gerd Tilgner wurden sie unter dem Namen „Kammerspiele Siemensstadt“ mit 450 Sitzplätzen täglich zweimal bespielt, ab 1953 kamen je Woche weitere fünf Termine hinzu. Neben der Filmvorführung bestand auch eine Theaterlizenz für die 4,5 m × 5,0 m große Bühne, woraus sich die Namensänderung ergibt. Die Kinotechnik bestand aus der Vorführapparatur Ernemann II und dem Verstärker Kl.V.9401 (Klangfilm-Eurodyn) und die Dia-Einrichtung. Mit dem Aufkommen der Breitwandfilme existiert seit 1957 das Bild- und Tonsystem Superscope (Einkanal-Lichtton) und CinemaScope Vier-Kanal-Magnetton mit einer Projektionsmaschine Bauer B 5A (Lichtquelle: Xenon) und dem Verstärker von Klangfilm. Für die Wiedergabe lässt die Leinwand 1:2 und 1:2,55 zu. Die Bestuhlung von Kamphöner sind teilweise Hochpolstersessel, ansonsten Flachpolstersessel von Schröder & Henzelmann. Gespielt werden täglich zwei Vorstellungen, sowie eine Matinee- und eine Spätvorstellung wöchentlich. Mit dem allgemeinen Trend sinkender Zuschauerzahlen in den 1960er Jahren endet der Kinobetrieb 1963. |
| Lichtspiel-Palast (Lage)                                          | Siemensstadt Jugendweg 4                            | 1918–1925           | Mit der Schaffung der kulturellen Infrastruktur in Siemensstadt wurde ein Lichtspieltheater als Saalkino in der Schulstraße / Ecke Kapellensteig durch Gastwirt Otto Schaudt eröffnet. Das Kino befand sich im Karree nördlich der Nonnendammallee, östlich vom Rohrdamm gegenüber vom Schulkomplex (Schule an der Jungfernheide). In den Jahren des Kinobestands damals XI. Gemeindeschule, sie wurde Ende der 1930er Jahre als 22. Volksschule nur um einige der geplanten Gebäude erweitert. Durch Umbenennung 1947 in Jugendweg änderte sich die Adresse. Das Kino hatte 300 Plätze. Im Kino-Adressbuch ist für 1921 August Klotz als Kino-Inhaber und für 1925 der Gastwirt Karl Klotz für den „Lichtspiel-Palast Siemens-Stadt“ eingetragen, gespielt wurden an drei Tagen der Woche die üblichen Stummfilme. Der finanzielle Erfolg blieb wohl aus und die Filmvorführungen wurden eingestellt. Seither wird im Jugendweg 4 das Gebäude und somit der vormalige Kinosaal und Vorführraum als Hotel genutzt. |
| Siesta (Lage)                                                     | Siemensstadt Jungfernheideweg 2                     | 1954–1968           | „1955 wurde der 1954 errichtete Flachbau am Jungfernheideweg 2, Ecke Popitzweg für das Cinema-Scope-Filmtheater Siesta eröffnet. Das stufig, elegante Gebäude passte sich architektonisch gut in die bestehenden Wohnzeilen der Großsiedlung Siemensstadt ein.“ () „Einer Publikumsbefragung verdankt dieses Haus der Lichtspielbetriebe W. Barthel & Co. seinen doppelsinnigen Namen. 613 Plätze. Architekt: Prof. Werner Weber, Berlin-Dahlem. Firma Ernst Freese & Co., Inh. Kurt Becker, Berlin-Eichkamp, führte den Bau aus. Sämtliche Bildwiedergabe-Methoden von der Normalwand bis zum CinemaScope-Verfahren und Stereoton. Die kinotechnische Einrichtung lieferte UFA-Handel in Verbindung mit Siemens-Klangfilm. Bestuhlung: Schröder & Henzelmann, Bad Oynhausen.“ () „Theaterleiter Hans Milewski übernahm die Leitung des Filmtheaters Siesta in Berlin-Siemensstadt. Der bisherige Theaterleiter, Herr Neumann, übernimmt ab sofort die gleiche Position in dem in Kürze eröffnenden Berliner Germania-Palast.“ () Das Kinoadressbuch 1957 bis 1962 nennt das „Siesta-Filmtheater“ Jungfernheideweg / Ecke Mäckeritzstraße mit 684 Plätzen. Der Inhaber sind die Lichtspielbetriebe Siemensstadt W. Barthel & Co. oHG. (Post: Otto Nikolaizik, Uhlandstraße 29). Die Technik besteht aus zwei Askania AP XII, einem Verstärker Typ VP 120, tönende Dias und ermöglichte das Bild- und Tonsystem CinemaScope in Einkanal-Lichtton und Vierkanal-Magnetton für Projektion mit der Xenon-Lichtquelle auf die Leinwand in 1:2,35 oder 1:2,55. Die Stüssel-Bestuhlung besaß Hochpolster, gespielt wurde täglich zu 15 Vorstellungen je Woche. Das Siesta-Filmtheater ist noch bis 1968 eingetragen, der letzte Eintrag im Telefonbuch Berlins erfolgte ebenfalls 1968. 1969 erfolgte die Schließung für einen Verbrauchermarkt. 1972 war eine Filiale der Lebensmittelkette Kaffee-Reichelt im Jungfernheideweg 2 eingerichtet. Aktuell nutzt immer nach mehreren Umbauten noch immer ein Discounter (Edeka-Reichelt) die Räume. |
| Autokino Gewerbehof (Lage)                                        | Spandau Gewerbehof 11                               | 1973–1976           | Zusätzlich zu dem Autokino Siemensstadt in der Motardstraße richtete die Olympic Kinobetriebs GmbH eine kleinere Anlage mit 262 Wageneinstellplätzen im Gewerbegebiet auf der anderen Spreeseite mit der Adresse Gewerbehof 11 ein. Der Straßenname Gewerbehof wurde 1966 vergeben. Auf der Fläche zwischen Ruhlebener Straße und Bahnstrecke (Freiheitswiesen) befand sich ursprünglich die Artillerie-Werkstatt und von 1920 bis 1968 nutzten die Deutschen Industriewerke dieses Gelände. Das Autokino lag nördlich der Straße Gewerbehof, das eigentliche IKEA-Gelände (Gewerbehof 10) befindet sich an deren Südseite. Mit Baubeginn der ersten IKEA-Halle Ende der 1970er Jahre (Eröffnung 1979) wurde dennoch das Autokino-Gelände benötigt und diese Nutzungsart beendet. Das Parkhaus von IKEA-Spandau befindet sich auf dem Autokino-Standort. Die Leinwand stand noch bis Mitte der 1980er Jahre. |
| Bio-Filmtheater (Lage)                                            | Spandau Augusta-Ufer (17/18)                        | 1952–1977           | Das Bio-Filmtheater in Spandau wurde 1952 von Walter Feindt in einem ehemaligen Reitstall aus dem Jahr 1892 eröffnet. Das Gebäude Augustaufer 17/20 stand am Westufer des Mühlengrabens an der Einmündung des Askanierrings (Grundstück Askanierring 1) nahe der Stephanbrücke. Der Besitzer des „BIO (Spandau)“ war Walter Feindt, seine Geschäftsführer Walter Feindt jun. Das Kino besaß 418 Zuschauerplätze (teilweise wurde diese Zahl verringert) und wurde täglich mit drei Vorstellungen bespielt, es bestand auch eine Theater- und Opernlizenz. Die einfache Kinoanlage mit tönendem Dia wurde 1957 für Breitwandfilme eingerichtet. Die Vorführmaschine stammte von Bauer, die Verstärker von Lorenz, die Lautsprecher von Isophon, dazu tönendes Dia. Geeignet war die Einrichtung für das Bild- und Tonsystem CinemaScope Einkanal-Lichtton und Vierkanal-Magnetton für Bildverhältnisse 1:2,35 und 1:2,55. Die Bestuhlung der 424 Sitzplätze von Kamphöner hieß Modell „Berlin“. Zu den 21 Wochenvorstellungen kamen noch die Matinee- und eine Spätvorstellung hinzu. Den zunehmend sinkenden Zuschauerzahlen im Trend der Zeit folgend wurde das Kino 1977 geschlossen. Mit dem Umbau der Verkehrsströme am Altstädter Ring in Spandau, einschließlich des U-Bahnbaus nach Spandau wurde das Kinogebäude 1983 abgerissen. Vom Askanierring ist die Münsingerstraße verblieben. Der vormalige Kinostandort befindet sich auf dem Altstädter Ring am Südende des Parkplatzes Moritzstraße/Altstädter Ring. ein Parkplatz auf dem Gelände. |
| Biophon-Theater (Lage)                                            | Spandau Klosterstraße 6                             | 1915–1921           | Das Wohn- und Geschäftshaus Klosterstraße 6/7 / Borkumer Straße 1 wurde 1908 errichtet. Darin wurde von Carl Bode 1915 ein Kinematographentheater als Ladenkino mit 300 Plätzen als Biophon-Theater eingerichtet. Die Eintrittspreise lagen bei 0,40–1,10 Mark, gespielt wurde täglich und der Programmwechsel war dienstags. Direktor Bode war mit seiner „Vereinigte Spandauer Lichtspiele“ der Inhaber, deren Bürositz war in der Klosterstraße 5. Neben diesem Kino gehörte auch die Spielstätte im Odeon zur Gesellschaft von Bode. Die Anzahl der Zuschauerplätze im Biophon ist für 1918 mit 400 und 1920 mit 450 angegeben. 1920 wurde das Biophon-Theater im Besitz der in die Decla-Bioscop AG übernommen. Die Decla Theater sind für das laufende Jahr 1922 bereits unter „Ufa-Theater“ eingetragen. Für Spandau in dieser Liste allerdings nur noch die Decla-Lichtspiele in der Havelstraße 20 aufgeführt. Das Gebäude ist beim Umbau 1955 saniert worden und blieb in der Ansicht erhalten, es steht unter Denkmalschutz. Das Eckhaus hat im Erdgeschoss nach wie vor noch (Stand 2016) mehrere Ladengeschäfte, wobei der vormalige Kinoeingang (am weitesten in Richtung zum Bahnhof) an der jetzigen Apotheke lag. |
| Cineplex --- Aladin-Filmtheater Havel-Lichtspiele (Lage)          | Spandau Havelstraße 20                              | seit 1911 1967–1996 | Das Grundstück Havelstraße 20 in der Spandauer Altstadt hat bei einer Straßenfront von 18 m allerdings eine Tiefe von 60 m, die beim Um- und Ausbau des Cineplex Spandau unter Beibehaltung der Vorderseite genutzt wurden. „Der Standort des 'Cineplex-Spandau' ist ein aussergewöhnlicher Ort, insofern dass hier die Umwandlung von einem Kino zum Supermarkt und zurück stattfand. 1911 wurde aus dem 'SPD-Volksheim' das Ladenkino 'Spandauer Lichtspiele'.“ Die am 20. November 2011 eröffneten „Spandauer Lichtspiele“ waren ein typisches „Ladenkino“ im Erdgeschoss eines Wohnhauses. 1918 erfolgte eine erste Vergrößerung durch Ankauf des hinter dem Saal an der Kirchgasse gelegenen Grundstücks, so besaß der „Film-Palast“ nun 600 Zuschauerplätze. Wie andere Spandauer Kinos wurde auch die Havelstraße von der „Vereinigte Spandauer Lichtspiele“ betrieben. Anfangs wurde diese von Direktor Carl Bode vertreten und hatte ihren Sitz in der Klosterstraße 5. Kino und Gesellschaft wurden von der Czutzka & Co., Berlin SW68, weiter geführt. Diese machten für das Kino-Adressbuch die Angabe: 1000 Sitzplätze, an anderer Stelle sind 874 genannt. Im Laufe des Jahres 1920 zur Decla-Bioscop AG, Berlin. Mit dieser erfolgte 1923/1924 der Wechsel der „Decla-Lichtspiele Spandau“, wohl auch Decla-Filmpalast zur Universum Film AG. Als Ufa-Theater wurde der Kinoname der Decla beibehalten, bei 900 Sitzplätzen wurden täglich Stummfilme vorgeführt. Im Laufe des Jahres 1925 hat die Ufa A.-G. das Spandauer Haus abgegeben. So kam 1926 die „Vereinigte Lichtspiele“ unter Leo Storch wieder als Inhaber. Darauf beruht die Angabe von 1926 als Gründungsjahr der „Havel-Lichtspiele“ im Kino-Adressbuch, für die 920 Plätze ist Ludwig Ujhazi GmbH mit seinem Vorführer L. M. Zwingenburg eingetragen. Die Vereinigte Lichtspiele GmbH wird sodann von Jacob Neiß, Leopold Storch und Joseph Majerowicz vertreten, von denen jeder weitere Kinos in Berlin besaß. 750 Plätze, fünf Musiker und täglicher Spielbetrieb bei zwei Programmwechseln für die Havel-Lichtspiele mit Stummfilmen betrieben. 1931 erfolgte die Umstellung auf Tonfilme mit Melerob-Technik (ab 1932 ist Klangfilm eingetragen). Bei dem Besitzerwechsel 1936 wird die Platzzahl leicht auf 724 gesenkt, die Havel-Lichtspiele werden von der Spandauer Lichtspielbetriebe Walter Cartun KG weitergeführt. Mit seinem Vorführer Felix Weiß führt Cartun das Kino durch die Kriegsjahre und führt den Betrieb in den Nachkriegsjahren weiter. „Die offene Vorhalle zur Havelstraße flankierten Pfeiler, ein Motiv, das sich im ersten Geschoss wiederholte und dort das Namensfeld mit geschwungenen Lettern rahmte. Der längsrechteckige Saal wurde 1947 durch einen Rang ergänzt und die Kapazität … gesteigert.“ Die Lichtspiele haben Dia-Möglichkeit, täglich gibt es drei Vorstellungen, Cartun bleibt in den 1950er Jahren und bis 1967 Inhaber, die Anzahl der Plätze wird zunehmend verbessert: 669 (1949), 680 (1950), 770 (1952), und ab 1953 ist Platz für 766 Zuschauer. Zudem kommen in den Havel-Lichtspielen in diesem Jahr zwei weitere Vorstellungen je Woche hinzu. Mit dem Komplettumbau 1955 durch den Lichtspiel-Architekten Heinz Groh wird auch die Breitwandvorführung ermöglicht. Am 5. August 1955 eröffneten die „Aladin-Lichtspiele“. Der vormals ebene Fußboden wurde für bessere Sicht erhöht. „1955: Aladin-Filmtheater, Berlin-Spandau (früher Havel-Lichtspiele): mit 786 Sitzplätzen wiedereröffnet“ () Im „Aladin“ bestehen 778 Hochpolster-Klappsessel von Kamphöner. Das Bild- und Tonsystem ist CinemaScope 4-Kanal-Magnetton und die Breitwandart Sonora-Gigant hat Abmessungen von 4,5 m ×11,0 m (Größen-Verhältnis: 1:2,55). Zur Wiedergabe besteht eine Vorführmaschine Philips FP 6 und Verstärker und Lautsprecher stammen ebenfalls von Philips, es existiert eine Dia-Einrichtung. Die drei täglichen Vorstellungen sind durch eine Spät-, eine Jugendvorstellung ergänzt. Ab 1959 ist für die Projektion auch CinemaScope Einkanal-Lichtton, SuperScope und Perspecta eingetragen. Am 3. Februar 1969 schloss das „Aladin“ bei sinkenden Besucherzahlen. Das Gebäude wurde von einem Supermarkt bezogen, wobei Kinostrukturen, wie auch bei anderen Umformungen, erhalten blieben. Mit dem U-Bahnbau nach Spandau wurden durch den Vortrieb unter der Spandauer Altstadt die dem Kino gegenüberliegenden Altbauten entfernt und nach der Inbetriebnahme der Spandauer U-Bahn Ende der 1980er Jahre wieder erneuert und ergänzt. Die Havelstraße wurde am 3. Juni 1988 Fußgängerzone. „Am 28. November 1996 öffnete das komplett neu gebaute „KinoCenter Spandau“ (nur die Original-Fassade blieb bestehen) am Traditionsstandort Havelstraße in der Altstadt. In die Tiefe des Grundstücks wurden ebenerdig zwei Säle und im ersten Stock drei Säle gebaut, mit insgesamt 1015 Sitzplätzen.“ Eröffnet wurde es durch die „To the movies“-Gruppe, die auch den Steglitzer „Titania-Palast“ reaktiviert hatte. Jeder Saal war individuell gestaltet und erhielt anfangs einen spandaubezogenen Namen: Saal 1 'Aladin', Saal 2 'Zitadelle', Saal 3 'Altstadt', Saal 4 'Havel' und Saal 5 'Kolk'. Diese Namen wurden im eiteren aufgegeben. 1997 wurde daraus die „Spandauer FT Betriebsges. mbH“ 12163 Berlin, Schloßstraße die Betreibergesellschaft. Wie fast alle Häuser der „To the Movies“ wurde das KinoCenter Spandau am 12. Mai 2005 in die Marke Cineplex umbenannt. Im Jahr 2008 wurde das Foyer neu gestaltet, die separate Kasse wurde an den Snacktresen verlegt. Im Sommer 2013 wurden alle fünf Säle renoviert und umgestaltet. In allen fünf Kinoräumen mit insgesamt 1071 Plätzen für Zuschauer besteht Dolby Digital 7.1. - Saal 1 vom Foyer am Ende des linken Gangs: 252 (258) Sitze in 15 Reihen, Projektion in Digital 3D HFR, Leinwand: 48 m² auf 10,5 m × 4,5 m, einheitlich grün gestaltet. - Saal 2: 294 (284) Sitze in 16 Reihen, Projektion in Digital 3D, Leinwand: 48 m² auf 10,5 m × 4,5 m, breitflächig rot-schwarz gestreifter Vorhang und dunkelrote Wände. - Saal 3: 159 Sitze in 10 Reihen, Projektion in Digital 3D, Leinwand: 36 m² auf 9 m × 4 m, zu den blauen Wänden kommen vier Plexiglaselemente mit Wellenmuster, die durch hellblau/weiße Beleuchtung wie Eiszapfen wirken. - Saal 4: 135 Sitze in 9 Reihen, Projektion in Digital, Leinwand: 53 m² auf 11,5 m × 4,5 m, türkiser Vorhang und kleine blaue Lichter an der Wand. - Saal 5: 164 (148) Sitze in 10 Reihen, Projektion in Digital 3D, Leinwand: 48 m² auf 10,5 m × 4,5 m, der rote Vorhang blieb 2013 erhalten, beidseitige weißen Designelemente an der Leinwand durchbrechen die dunkle Wandbespannung. |
| Forum Filmtheater (Lage)                                          | Spandau Carl-Schurz-Straße 49                       | 1956–1968           | Ursprünglich befand sich an dieser Stelle (Carl-Schurz-Straße 49, bis 1939 Potsdamer Straße 34, bis 1754 Klosterstraße) in der Altstadt das Palais des Prinzen Heinrich, dessen Überreste im Hof unter Denkmalschutz stehen. Dieses für das Amtsgericht genutzte Gebäude wurde 1945 zerstört. Nach der Grundstücksberäumung wurde 1956 ein Kinobau errichtet. „Am 10. August 1956 eröffnete das Forum-Filmtheater in einem Neubau gegenüber der St. Nikolai-Kirche am Reformationsplatz. Die Leinwand hatte eine Größe von 18 m × 8 m. … Errichtet wurde das Filmtheater nach Plänen des Architekten Pierre de Born.“ (). „Die Lage in der belebten Carl-Schurz-Straße unmittelbar gegenüber der Reformationskirche zwang den Architekten Pierre de Born zu einer betont einfachen Ausgestaltung der 30 m breiten Fassade, die mit ihren roten Klinkern sich gut in das Bild der alten Häuser einfügte. Auf eine Großflächenwerbung musste mit Rücksicht auf die Kirche verzichtet werden. Eine schmale Leuchtfläche über den Eingangstüren glich diesen Mangel geschickt aus. Den völligen Neubau erstellte die Baugesellschaft Frankfurt-Berlin GmbH. Ein helles Foyer in zartem Apfelgrün sorgte für die nötige Einstimmung der Besucher, bevor sie das mit 810 Hochpolstersitzen ausgestattete Theater betraten. Das Haus war so angelegt, dass in Erwartung des Wegfalls der Zonengrenze eine Erweiterung auf 1000 Plätze möglich war, aber durch den Mauerbau (1961) entfiel diese Variante. In der modernen Linienführung des Zuschauerraums, dessen Wände unten mit Acella gepolstert und darüber mit Velours bespannt waren, der sich bis zur Bühne hinzog und sich im gleichfarbigen Vorhang fortsetzte, fiel besonders die Deckengestaltung (Rigips-Akustik-Platten) auf, die der Architekt in sieben indirekt beleuchteten Stufen angelegt hatte. Die Hälfte des Theaters war als Parkett ausgebildet, der Rest in einer stufenförmigen Rangfortsetzung, so dass von allen Plätzen eine ausgezeichnete Sicht gewährleistet war. Die kino- und tontechnische Ausstattung bestand aus einer Zeiss-Ikon Dominar-Variant-Apparatur, die für CinemaScope und Vierkanal-Magnetton eingerichtet war.“ () Inhaber war der Berliner Kinobesitzer Walter Feindt & Söhne, Geschäftsführer Olaf Feindt. Das Kino für Breitwandfilme hatte 810 Hochpolster-Klappsessel Modell Herford von Schröder & Henzelmann. Gespielt wurden täglich drei Vorstellungen und wöchentlich eine Spät-, zweiwöchentlich eine Matinee-Vorstellung, gelegentlich Filmkunst. Es bestand eine Theater- und Open-Lizenz. Für die Filmvorführung hatte das Kino eine Ernemann X-Maschine (Lichtquelle Becklicht, Seitenverhältnis: 1:2,55) für den Ton einen Verstärker: Zeiss Ikon-Dominar Variant und zur Wiedergabe drei Ikovox D- und 12 Effektenlautsprecher, sowie eine Dia-Einrichtung mit Ton. Wegen des abnehmenden finanziellen Erfolgs schloss Feindt die Spielstätte am 6. Oktober 1968. Das Kino wurde noch 1968 von einem Albrecht-Discount-Supermarkt genutzt. Das Kinofoyer wurde Ende der 1980er Jahre mit einem Wohnhaus überbaut, das das ehemalige Kino noch (Stand 2016) als Ladengeschäft genutzt. |
| Kino im Kulturhaus Spandau --- Alpha Filmriss Topas (Lage)        | Spandau Mauerstraße 6                               | seit 1988           | Das Programmkino im Winkel des Rathaus-Nebengebäudes Breite Straße / Mauerstraße hat 82 Plätze und zeigt Synchronfassungen aktueller Filme. 1988 wurde das Programmkino Topas unter der Leitung von Gerhard Hussock, der auch das Filmstudio Wichern betrieb, im ersten Obergeschoss des Kulturhauses Spandau eröffnete. Als Besitzer des Kinos mit 82 Plätzen fungierte der „Kulturhaus Spandau e. V.“ Als ab 1994 der Filmriss e. V das Kino mit der Einrichtung übernahm benannte er die Spielstätte „Filmriss“. Reiner Jankowski und wiederum Gerhard Hussock gründeten den Verein „Kommunales Kino Spandau“ im September 1997 bespielten die Lichtspiele unter dem Namen „Alpha“. Im Dezember 2000 wurde das Kino geschlossen, worauf es 2003 von der Yorck-Kinogruppe neu eröffnet wurde. Seit 2005 betreiben unabhängig von der Yorck Roman und Julia Colm mit der mikropolis-film GmbH das Kino weiter. 2014 wurde die Vorführtechnik digitalisiert. Die Projektion erfolgt mit Digital 2K auf eine 2,0 m × 4,50 m große Leinwand, der Ton erfolgt in Dolby SR 7.1. Für ihr Engagement bekam die Betreiber-Crew neben anderen Betreibern mehrfach den Kinoprogrammpreis Berlin-Brandenburg. Neben der Spielstätte im Kulturhaus wird in den Sommermonaten seit 2004 das Openairkino in Spandau bespielt. Zudem besteht ein mobiles „Kino im Kiez“, das in 14-täglichem Rhythmus in Staaken im Nachbarschaftshaus Filme vorführte. Dieses Angebot entfiel (Stand 2016) wegen fehlender Räume. Ein weiteres Angebot im Kulturhaus wird am zweiten Montag das Kino mit Baby, mit verminderter Lautstärke und sanftem Licht (Stand 2016). |
| Metropol-Lichtspiele (Lage)                                       | Spandau Schönwalder Straße 98/99                    | 1910–1921           | In den Gasträumen der nicht mehr bestehenden Gebäude Schönwalder / Ecke Elisabethstraße in der Spandauer Neustadt wurde 1910 ein Kinematographentheater eröffnet. Nach den Angaben im Kinoadressbuch verfügten die Metropol-Lichtspiele über 440 Plätze für Zuschauer. Für 1917 ist W. Brinkmann, ab 1918 für die Metropol-Lichtspiele der Gastwirt Robert Sawade. Die Lichtspiele wurden 1921 nach elf Jahren Spielzeit geschlossen. Das Grundstück Schönwalder Straße erstreckte sich 60 m entlang der Elisabethstraße, neben dem Wohnhaus an der Schönwalder Straße 98 gab es zwei größere Gebäude in der Grundstückstiefe. Die gesamte Eckbebauung 98–101 wurde durch Kriegseinwirkung zerstört und um 1950 beräumt. Die bestehende Straßenfront von Bismarckplatz bis Elisabethstraße wurde in den 1950er Jahren durch Lückenbauten geschlossen. Insbesondere das Kinogrundstück einschließlich der Wohnhäuser Elisabethstraße 16/18/20. |
| Mobiles Kino Aladin (Lage)                                        | mobil unterwegs Falkenhagener Feld Böhmerwaldweg 11 | 1990–1991           | Im Herbst 1990 erwarb Joachim Kelsch von der Bezirksfilmstelle Potsdam eine funktionstüchtige „TK 35“. Diese mobilen 35-mm-Filmvorführanlagen bestanden jeweils aus zwei Filmprojektoren, einem Röhrenverstärker, einer Lautsprecherbox und einem Schaltgerät, sie wurden für Landfilmvorführungen eingesetzt. Nach der politischen Wende wurden diese Vorführungen mit der Privatisierung der Bezirksfilmstellen und fehlender Finanzstärke eingestellt. Kelsch kaufte noch Ersatzteile sowie einen 16-mm-Filmprojektor zur Startanlage. „Für mich als Kinofreak ist es das Größte, eine solche Anlage zu besitzen“ (). Als Kind wünschte er sich bereits einen Filmprojektor und bekam schließlich einen kleinen Normal-8-Projektor mit Handkurbel und zwei Kurzfilmen geschenkt. Später arbeitete er neben seinem Beruf als Krankenpfleger in verschiedenen Berliner Kinos als Filmvorführer. Der Name für das mobile Kino dürfte eine Erinnerung an die Aladin-Lichtspiele sein. Mit dem Besitz seiner TK 35 setzte er sich das Ziel diese als mobiles Kino für Menschen, die kein Kino mehr besuchen konnten, einzusetzen. Joachim Kelsch nahm Kontakt mit Seniorenwohnanlagen und Altenheimen auf, am 27. Dezember 1990 wurde das „Mobile Kino Aladin“ zur ersten Filmvorführung in einer Spandauer Seniorenwohnanlage eingesetzt. Durch Presseveröffentlichungen über das „Mobile Kino Aladin“ im „Spandauer Anzeiger“, „Lokalanzeiger für Spandau“, der B.Z. und im privaten Fernsehen erhielt er zahlreiche Aufträge für Vorführungen. Schulen und Kindergärten, Seniorenstätten, wie auch ein Altenheim in Berlin-Wilmersdorf, buchten regelmäßig das mobile Kino. Dennoch musste Joachim Kelsch im Dezember 1991 den Betrieb wieder einstellen, da ihm sein Beruf keine Zeit ließ und geeignete Hilfskräfte nicht zu finden waren. Anfang 1993 zog Joachim Kelsch von Berlin in den Schwarzwald und nahm seine TK 35 für ein Projekt „Filmvorführungen auf dem Lande“ mit. Die Fachhochschule Furtwangen erwarb 1995 die gesamte Ausrüstung für ihr Kinoreferat. |
| Odeon-Lichtspiele --- Roter Adler Neues Stadttheater Odeum (Lage) | Spandau Carl-Schurz-Straße 24                       | 1910–1963           | An der Potsdamer Straße 6, der historischen Fernstraße von der Spandauer Altstadt nach Süden (bis 1754 Klosterstraße) befand sich das Gebäude des Hotels „Roter Adler“ nahe der Ecke der Charlottenstraße. „… das Hotel „Zum Rothen Adler“ verfügte über zwei Tanzsäle, in einem wurden schon 1888 Theaterstücke vorgeführt. Der große Saal erhielt zusätzlich die Bezeichnung „Neues Stadttheater“. Am 27. Mai 1911 wurde im Hof ein Freilichtkino eröffnet, bei schlechtem Wetter fanden die Vorführungen im Saal statt. Später wurde das Kino „Ufa-Lichtspiele“ und „Odeum“ genannt. 1963 wurden die Gebäude abgerissen und dort das Hertie-Kaufhaus errichtet, welches 1965 eröffnete.“ () „Spandau. Im September wird das Kinotheater ‚Roter Adler‘ unter einem neuen Besitzer wieder eröffnet.“ () „1911 gab B. Jaeschke im April Vorführungen lebender Photographien mit seinem ‚Kinematoskop‘ und ergänzte dies mit dem Concert-Riesen-Phonoteroskop. Die Vorstellungen fanden im ‚Roten Adler‘ Eingang Charlottenstraße statt.“ () In großen Festsaal des Roten Adlers fanden Konzerte, Theateraufführungen und Tanzveranstaltungen statt und es kamen kinematografische Vorstellungen hinzu. Bespielt wurde das Kinematographen-Theater von der Vereinigte Spandauer Lichtspiele des Direktors Carl Bode, zu der auch das „Biophontheater“ gehörte. Im Kino-Adressbuch sind 200 Zuschauerplätze angegeben. Im Besitz der Czutzka & Co. wird es 1920 als Kino ausgebaut und wurde als „Neues Stadttheater“, Spandau eingetragen. Im Kinoadressbuch 1920 findet sich im Nachtrag: „Dieses Theater gehöret jetzt der Decla-Bioscop AG, Berlin.“ Daraufhin kommt die Spielstätte 1924 in den Besitz der Universum-Film AG, Berlin, die nach ihrer Namenssystematik die „Ufa-Lichtspiele, Spandau“ mit 600 Zuschauerplätzen notieren ließ. Es gab zwei Programmwechsel und es gab täglich Vorstellungen. Als Jacob Neiss & Leopold Storch 1927 den Kinobetrieb übernehmen entsteht der Name „Odeum-Lichtspiele“, sie bleiben unter verschiedenen Firmen (Vereinigte Lichtspiele GmbH, Jacob Neiß/Leopold Storch/Joseph Majerowicz, Vereinigte Lichtspiele von Leo Storch, den Sitz hat die Vereinigte Lichtspiele GmbH Spandau in Berlin SW 68, Friedrichstraße 203. Noch 1924 hatte sie ihren Sitz in der Havelstraße 20) bis 1936 die Inhaber. Ab 1929 mit 700 Plätzen, die täglichen Stummfilmaufführungen begleiten sieben Musiker, die Programme wechseln freitags und dienstags. 1930 wird mit Kinotechnik von Tobis die Vorführung von Tonfilmen ermöglicht. 1937 gehen die Odeum-Lichtspiele (täglich, 761 Plätze) an die Spandauer Lichtspielbetriebe Walter Cartun KG mit Geschäftsführer Felix Weiß. An der Ecke Carl-Schurz- /Charlottenstraße kommt es während des Zweiten Weltkrieges zu Zerstörungen. Der Kinobetrieb wird von Walter Cartun und seinem Vorführer Weiß in den Nachkriegsjahren täglich weitergeführt. mit 686 Zuschauerplätzen und der überkommenen Kinotechnik sowie der Dia-Einrichtung. Gespielt werden täglich drei Vorstellungen, ab 1953 kommt die Jugendvorstellung und ab 1957 eine spät- und die Matinee-Vorstellung hinzu. Dia wird zur tönenden Dia-N. Vorführapparat ist eine Ernemann Erko IV (Lichtquelle: Becklicht), Verstärker und Lautsprecher sind von Klangfilm. 1959 wird auf das Bild- und Tonsystem CinemaScope mit Einkanal-Lichtton für Wiedergabe von 1:2,35 Breitwand ergänzt. Die vorhandene Bestuhlung mit Flach- und Hochpolsterklappsesseln wird von Kamphöner auf durchgehend Hochpolster ergänzt. Ab 1953 wechselt Walter Cartun den Kinonamen von Odeum in „Odeon-Filmtheater“. Auf Grund der Kriegszerstörungen an der Ecke Carl-Schurz-Straße 18–26 (gerade) und Charlottenstraße 17–21 (fortlaufend) beanspruchte Hertie das Grundstück von 4500 m² zur Errichtung eines Kaufhauses (Adresse: Carl-Schurz-Straße 20). Am 31. März 1963 schließt das Kino, 1963/1964 baute Hertie sein Kaufhaus, das 1965 eröffnet wurde. Nach dem Ende des Unternehmens Hertie wird Karstadt AG Besitzer und Nutzer des Spandauer Kaufhauses. |
| Openair-Kino (Lage)                                               | Spandau Carl-Schurz-Straße 13                       | seit 2004           | In den Sommermonaten bespielt das „Kino im Kulturhaus“ den Innenhof der Stadtbibliothek – das ehemalige Kaiserliche Postamt von 1890. Das Openair Kino mit 250 Zuschauerplätzen begann 2004 in der Zitadelle. Im Jahr 2006 zog es in den Innenhof der Stadtbibliothek. Über der Carl-Schurz-Straße hängt ein Banner mit Hinweis zum Kinoeingang. Der Innenhof. Hinter dem freistehenden Torbogen mit schmiedeeisernem Zaun liegt die Kasse unter einem Sonnenschirm, daneben ein Holzhäuschen für Getränke und Snacks, an warmen Frei- und Samstagen gibt es gelegentlich eine Cocktailbar mit Grill. Als Sitzplatz dienen einige Liegestühle und weiße Plastikgartenstühle (gegen Aufpreis lassen sich Sitzkissen und wärmende Decken leihen). Der Film wird auf eine aufblasbare Leinwand projiziert, mit beleuchteter Backsteinwand dahinter entsteht Atmosphäre im ruhigen Innenhof. Während der Vorstellung gibt es eine Viertelstunden-Pause. Die technische Ausstattung besteht aus der Projektionsanlage für 35mm analog und Ton in Dolby Surround, die Leinwand ist ein 24-m²-Airscreen. Bei kritischer Witterung wird zwei bis drei Stunden vor Filmstart über die Verlegung ins Kino im Kulturhaus Spandau entschieden. Alle Filmvorführungen haben technisch bedingt eine Pause von 15 Minuten. |
| Regina-Lichtspiele --- Concordia-Lichtspiele (Lage)               | Spandau Klosterstraße 13/15                         | 1924–1943           | 1924 eröffnete die Concordia-Lichtspiele GmbH der Berliner Kinobetreiber Jacob Neiß, Leopold Storch und Leo Czutzka die Groß-Lichtspiele in der Klosterstraße 13/15 mit 750 Plätzen in einem Spandauer Festsaal. Nach Austritt von Czutzka sind 1927 Neuß und Storch, 1929 die „Vereinigte Lichtspiele Spandau GmbH Majerowicz, Neiß & Storch“ Inhaber und Betreiber. Vorgeführt wurden täglich Stummfilme begleitet von sieben Musikern, bevor unter der „Neiß & Storch“ der Tonfilm mit Vorführtechnik von Klangfilm eingebaut wird. Im Laufe des Jahres 1935 übernimmt Walter Cartun mit seiner „Spandauer Lichtspielbetriebe W. Cartun KG“ (Geschäftsführer Felix Weiß) die Filmspielstätte mit 703 Zuschauerplätzen und wechselt deren Namen zu „Regina-Lichtspiele“ Cartun führt die Regina-Lichtspiele, bis diese bei Luftangriffen 1943 zerstört werden. Die beräumten Grundstücke an der Westseite der Straße wurden in den 1950er Jahren mit viergeschossigen Wohnhausblock (13, 13a und etwas zurückgesetzt 14, 14, 15) mit Ladenzeile im Erdgeschoss bebaut. Der Kinosaal besteht mithin nicht mehr. |
| Savoy (Lage)                                                      | Spandau Staakener Straße 87/89                      | 1959–1983           | Das Filmtheater „Savoy“ am Westende der Staakener / Ecke Seegefelder Straße nahe dem S-Bahnhof Spandau West wurde 1959 eröffnet. Seit 1957 hatte der Klempnermeister Höfling aus der Falkenhagener Straße (Spandau) das Kino beauftragt und zunächst selber betrieben. Zum Baubeginn 1957 stammten die Entwürfe von Pierre de Born, der Kinoflachbau wurde durch Architekt Wolfgang Hilbig vollendet. Zuvor war das Grundstück 87/89 unbebaut. Das Kino besaß von Beginn an eine Breitwandausrüstung für CinemaScope Einkanal-Lichtton und SuperScope im Größenverhältnis 1:2,35. Von Kamphöner stammten die Hochpolstersessel, die Kinotechnik kam von Philips, samt tönendes Dia. Die Vorführungen erfolgten täglich, 22mal die Woche, mit einer Spätvorstellung. „Eine Stahl-Glas-Konstruktion verlieh dem Eingangsbereich eine kühle Note. Hell leuchtete der Schriftzug in geschwungenen Lettern über dem Dach des Hauses. Ein Programmanzeiger sowie beleuchtbare Schaukästen zu beiden Seiten der vorgelagerten, eingeschossigen Kassenhalle erzeugten eine gewisse Sogwirkung in das einladende, durch Spiegel raffiniert vergrößerte Foyer. Im Saal mit Hochparkett mutete die fliederfarbene Kunststoffbespannung der Wände im Rautenmuster skurril an und erzeugte mit rotem Holzpaneel und blauen Stuhlbezügen einen ungewöhnlichen Farbendreiklang. Einen gelungenen Abschluß erfuhr der Zuschauerraum durch eine konvex geschwungene Wand mit vorgelagerter Bühne, der sich die ersten Sitzreihen konkav entgegenstellten. […] Das Savoy hatte einen sehr großen Vorführraum. Die beiden Projektoren, zwei Phillips FP 51, wirkten klein. 1979 wurden sogar noch Kohlelichtbogenlampen verwendet und der Film wurde noch aktweise vorgeführt, im Gegensatz zu anderen Kinos. Auch der gute alte Handumroller wurde noch benutzt. Die Einlassmusik wurde noch mit einem Plattenspieler gespielt, wobei in anderen Filmtheatern schon ein Cassettenrecorder benutzt wurde.“ () Die Anzahl der Plätze ist für die 1960er Jahre mit 648, 1980 mit 638 angegeben. Ab Ende der 1970er Jahre wurde das Savoy von der Tochter des Klempnermeisters Direktorin Gertraude Rückwardt, bis zur Schließung betrieben. Der Kinobetrieb endete am 30. Januar 1983 als letztes Spandauer Kino. geschlossen, anschließend nutzte es ein Discounter aktuell eine Textilfiliale. Die Bauform als Kino mit 50 m Straßenfront und dem zur Schnellfahrstrecke gerichteten 400 m² großen Zuschauerraum blieb erhalten. |
| Union-Theater (Lage)                                              | Spandau Schönwalder Straße 80                       | 1915–1926           | Das Union-Theater soll seit 1915 bestanden haben. Auf dem Grundstück in Spandau-Neustadt an der Westseite der Schönwalder Straße zwischen Birken- und Bergstraße stand an der Straßenfront das Zehnparteien-Mietshaus, der hintere Teil komplett mit einem 40 m langen Hofgebäude bebaut. Für 1917 ist das „Union-Theater“ mit 400 Plätzen im Eigentum der Vereinigten Spandauer Lichtspiele (Direktor Carl Bode). Die Angabe der Platzanzahl scheint fraglich zu sein: Im Kinoadressbuch sind für das Folgejahr 1918 nur 300 und Czutzka & Co. lassen 1920 sogar 500 Plätze eintragen. Im Nachtrag für 1920 heißt es im Übrigen: „Dieses Theater gehöret jetzt der Decla-Bioscop AG, Berlin.“. 1921 für die Decla-Lichtspiele Gesellschaft eingetragen, gelangte das Union-Theater an die Universum Film AG. Als das Lichtspieltheater geschlossen wurde findet sich im Hause der Gastwirt Hans Götz, der wohl auch den 400 m²-Saalbau mit hinterem Eingangsbereich nutzte. Das Vorderhaus steht noch mit Ladengeschäften im Erdgeschoss, die Bebauung an der Hofseite wurde in den 1960er Jahren verändert. |
| Viktoria-Lichtspieltheater (Lage)                                 | Spandau Grunewaldstraße 9                           | 1946–1960           | In Stresow in dem um 1910 erbauten viergeschossigen Wohn- und Geschäftshaus Grunewaldstraße 9 befand sich der Viktoria-Saal. Die hiesigen Grundstücke und Gebäude waren im Krieg erhalten geblieben, das Haus 9 wurde allerdings schmucklos renoviert. 1946 eröffnete Käthe Zamek das „Viktoria-Lichtspiel-Theater“ im Saal des Hinterhauses mit 255 Plätzen. Der Saal hatte eine Bühne von 6 m × 5 m × 6 m. Gespielt wurden täglich zunächst zwei Vorstellungen, 1952 auf 18 wöchentlich erweitert und ab 1953 sind 24 Wochenvorstellungen eingetragen. Die Vorführtechnik bestand aus dem Dia-Projektor, einer Ernemann-Apparatur VII B und einer Erko IV, für die Tonwiedergabe gab es einen Verstärker „Kine 20 Watt“ (Klangfilm). Die Anzahl der Zuschauerplätze wurde im Lauf der 1950er Jahre auf 275 erhöht, für die Bestuhlung von Kamphöner ist teilweise Flachpolster genannt. Der Versuch das Viktoria als Grenzkino zu etablieren gelang wohl nicht. Es schloss vor dem Mauerbau im Jahr 1960, Breitwand bestand nicht. In den Kinoräumen folgte das „Casa Leon“ als Veranstaltungsort für Konzerte. Zurzeit wird im Ball- und Kinosaal ein Tonstudio mit 7 m Höhe und 200 m² Fläche betrieben. Im Wohnhaus mit dem Hintergebäude befindet sich weiteres Gewerbe, so eine Gastronomieeinrichtung im Erdgeschoss an der Straßenfront. |
| Walhalla-Lichtspiele (Lage)                                       | Spandau Schönwalder Straße 2                        | 1919–1943           | Das Grundstück Schönwalder Straße 2 benachbart zur Einmündung der Neuendorfer Straße war vollständig bebaut. In diesem Gebäude wurde 1919 die Walhalla-Lichtspiele mit 465 Plätzen von Brinn & Janowski eröffnet. J. Brinn war der Eigentümer des Hauses Nr. 2 mit zwölf Mietern und der Walhall-Lichtspiele, Spandau, GmbH. Die Anzahl der Kinoplätze ist ab 1921 wechselnd zwischen 600 und 750 im Kinoadressbuch eingetragen. Das Lichtspielhaus wird täglich bespielt, das Programm zerimal gewechselt für die untermalende Begleitung der Stummfilme wurden sechs Musiker eingesetzt. 1927 übernimmt die Lichtspiele der Kaufmann Josef Majerowicz für die Vereinigte Lichtspiele GmbH (Sitz in Berlin SW68, Friedrichstraße 203) und wird auch Eigentümer des Hauses, während das Kino von Storch und Neiß bis 1935 weitergeführt wird, Hause wohnt der Vorführer E. Hartwig. 1937 wird der Kaufmann Leo Storch Eigentümer des Hauses und Walter Cartun übernimmt das Kino mit weiteren Spandauer Häusern in der Spandauer Lichtspielbetriebe W. Cartun Kom.-Ges., der Vorführer Hartwig ist nicht mehr notiert während das Kino vom Geschäftsführer Felix Weiß geführt wird. Zuvor hatten noch 1931 Storch und Neiß mit Tonfilmtechnik von Melerob auf die erweiterten Vorführmöglichkeiten umgestellt. Cartun verzichtete ab 1936 auf die Musiker im 679-Plätze-Haus. Bei Luftangriffen auf Spandau wird 1943 der gesamte Bereich nördlich der Ecke Schönwalder/Neuendorfer Straße getroffen und so die Walhalla-Lichtspiele zerstört. Nach der Ruinenbeseitigung wurde bis Mitte der 1960er Jahre diese Fläche mit fünfgeschossigen Wohnblöcken bebaut, der Kinostadtort überbaut. Der Name Walhalla war um 1920 eine häufige Wahl für Kinos in Deutschland, so auch jenes in Wedding. |
| Capitol --- Union-Theater (Lage)                                  | Staaken Hackbuschstraße 2                           | 1932–1961           | 1932 wurden im Saal der Gastwirtschaft Reschke in der Lehrter Straße 37 (Staaken-Gartenstadt) Filmvorstellungen von Ingenieur A. Gilnas gegeben, eröffnet als „Union-Theater“ das 400 Zuschauern Plätze bot. Die seit 1870 an der Lehrter Bahnlinie laufende Lehrter Straße war am 9. September 1931 in Eichholzbahn umbenannt worden. Östlich blieb für das Siedlungsgelände zwischen den beiden Bahnstrecken (nach Lehrte und Hamburg) (wohl) alternativ die Bezeichnung Straße 325, teilweise auf wechselseitige Nummerierung umgestellt. Das Kinogrundstück befand sich 500 m östlich vom Bahnhof Staaken zwischen der Straße an der Bahnlinie und dem Neustaakener Graben, nach gegenwärtiger Lage an der Eichholzbahn Ecke Hackbuschstraße (bis 1935 Scheidtstraße). Das Gaststättengrundstück von Helene Reschke ist 1943 als Eichholzbahn 36.38 im Adressbuch (die Gartenstadthäuser mit 36–110 adressiert), im Kinoadressbuch ist das Capitol vor 1945 mit Eichholzbahn 37/38 adressiert und nach 1945 als Straße 325 Nr. 28–34. Auf der Bahnseite bestand immer ein Übergang zu den im Süden liegenden Grundstücken. 1935 sind für das „Union-Theater“ 200 Kino-Plätze eingetragen. Der Kinobetrieb in der Gaststätte wurde durch das Kino ersetzt. „Direkt an das Kino grenzte eine Gartenwirtschaft an. Der Eingang befand sich an der Eichholzbahn. In dem überdachten Vorraum stand in der Mitte das Kassenhäuschen, das ein Häuschen erinnerte, das früher direkt am Eingang zum Bahnsteig der Berliner S-Bahn stand. In diesem Häuschen saß ein Bediensteter der S-Bahn und entwertete die Fahrkarten. Wir sagten dazu, das ist das Häuschen, in dem der Fahrkartenknipser hockt. Der Vorraum war mit einer Eisengittertür verschlossen. Über der Eisengittertür stand auf dem Dach des Vorraumes, in roten Buchstaben „CAPITOL“.“ () Mit dem Besitzerwechsel an Edmund Schulze kam der Name „Capitol-Lichtspiele“ (Eichholzbahn 37/38) zunächst mit 347, ab 1938 mit 428 Zuschauerplätzen, ab 1941 sogar mit 478 Plätzen. Es fanden tägliche Vorführungen statt, das Kino hatte eine Bühne von 4–5 m × 7 m. In den Nachkriegsjahren führt Alexander Bartha den Betrieb der Capitol-Lichtspiele mit 470 Plätzen weiter. 1953 wird Attila Sajo sein Teilhaber (482 Plätze). Durch den 1945 erfolgten Gebietsaustausch unter den Alliierten wegen der Flugplatzgelände Staaken und Gatow kam das Kinogrundstück zunächst unter Ost-Berliner Kontrolle (West-Staaken, seit 1952 Kreis Nauen). Die Berliner Mauer stand auf dem westlicher liegenden Finkenkruger Weg. Vermutlich war das Capitol auch Grenzkino im britischen Sektor, vom Bahnhof aus den westlicher liegenden Gebieten des Bezirks Potsdam erreichbar. 1957 rüsteten Bartha und Sajo das (Ost-)Staakener Capitol für Breitwandvorführung mit CinemaScope Einkanal-Lichtton 1:2,35 aus. Es gab auf den teureren Plätzen Hochpolsterklappsessel, gespielt wurden an sieben Tagen der Woche insgesamt 17 Vorstellungen. Die Kinotechnik bestand aus der Vorführ-Maschine Ernemann IV, Verstärkern von Körting (1961 dann Lorenz) und Dias mit Ton. Mit Errichtung der Berliner Mauer schloss das Kino im Jahr 1961. Das Kinogebäude und das Lokal blieben noch sehr lange ungenutzt. Um 1977 wurde sie von einem Teppichgeschäft genutzt und danach abgerissen. Mit der Grenzöffnung wurde die Wohnlage wieder attraktiv und in den 1990er Jahren wurden fünf Doppelhäuser (Hackbuschstraße 2–2J) erbaut |
| Lichtspiele Staaken (Lage)                                        | Staaken Nennhauser Damm 67                          | 1920–1921           | Das Gartenlokal Hornemann in der Königstraße 110 mit dem Garten zur Berliner Straße 1 verfügte über einen Saal, in dem in Staaken (wohl die ersten) Filmvorführungen stattfanden. Im Reichs-Kino-Adreßbuch des Verlags der Lichtbühne September 1921 sind die „Lichtspiele Staaken“ mit 280 Plätzen im Restaurant Hornemann aufgenommen. Der durch Alfred Pett aus Spandau, Adamstraße 33, durchgeführte Kinobetrieb ist wohl im Folgejahr wieder eingestellt worden. Die gegenwärtige Lage entspricht dem Grundstück Nennhauser Damm 67 am Bullengraben. Das Eckgrundstück im Staakener (Dorf-)Zentrum gegenüber der Kirche gehörte durch den Gebietsaustausch seit 1945 zu Weststaaken und geriet 1961 in den Todesstreifen zwischen Spandau und DDR-Kreis Nauen, deswegen wurde das Gelände zwischen Hauptstraße und Bullengraben für den Mauerbau beräumt. Es gibt dadurch keinerlei Baureste des Kino-Restaurants mehr, auf dem vormaligen Standort wurde zwischen 2002 und 2005 das Dreifamilienhaus mit Klinkerfassade Nennhauser Damm 67–71 (ungerade) erbaut. |
| Filmbühne Staaken (Lage)                                          | Staaken Zeestower Weg 13                            | 1952–1991           | Das Kino im Finkenkruger Weg 69 war 1951/1952 für West-Staaken und Albrechtshof in einer Baracke eröffnet worden. West-Staaken war durch Absprache der sowjetischen und britischen Truppen 1945 gegen den Flughafen Gatow getauscht worden. 1951 wurde durch Polizeieinsatz praktisch der westliche Teil Staakens („demokratischer Sektor“) von Spandau gelöst und kam mit dem Mauerbau letztlich zum Kreis Nauen der ehemaligen DDR. Das Kino hatte etwa 400 Sitzplätze, es ist in Adressbüchern unter „Filmbühne Staaken“ in den 1950er bis 1980er Jahren erfasst. Nach der politischen Wende wurde das Gebiet dem Berliner Bezirk Spandau zugeordnet der zum damaligen Topas ein zweites Lichtspieltheater erhielt. „Nach der Wende fand man eine Baracke vor. Von Leuchtreklame keine Spur. Auf der linken Seite der Baracke befand sich der Eingang. Schaukästen für die bunten Kinobilder vor dem Kino gab es offensichtlich nicht. Nachdem man die Eingangstür öffnete, betrat man das Foyer und schaute auf einen großen Tisch, der mit Süßigkeiten und Getränken dekoriert war. Hier gab es auch die Kinokarten. Das Foyer war groß und hell erleuchtet. Links vom Tisch war der Eingang in den Saal. Es war ein gepflegter Kinosaal ausgestattet mit alter Kinobestuhlung. Unter dem grünen Vorhang, der angestrahlt wurde, befand sich eine Holzbühne.“ () Die Filmbühne Staaken lag abgelegen in einer Siedlung von Ein- oder Zweifamilienhäusern und der Betrieb rechnete sich nicht. Sie wurde 1991 geschlossen. Unter der Adresse Finkenkruger Weg 69 befindet sich das Veranstaltungshaus „Fuchsbau Staaken“. und im ehemaligen Kinogebäude auf dem benachbarten Grundstück Zeestower Weg 13 befand sich ein Lagerraum, der nun auch als Privathaus genutzt wird. |
| Birken-Lichtspiele (Lage)                                         | Wilhelmstadt Heerstraße 378                         | 1956–1961           | 1956 wurde eine Baracke der Gartenkolonie „Birkenwäldchen“ umgebaut und das Kino im damaligen Laubengelände an der Heerstraße im Winkel der zwischen Sand- zur Heerstraße eingebaut. Die Filmvorführungen wurden von Carl-Heinz Thews aus Tempelhof an fünf Tagen betrieben, mit 12 Vorstellungen je Woche und einer Matinee- oder Spätvorstellung. Der Kinoname war aus dem Kolonienamen abgeleitet. Ausgerüstet war das Kino mit dem Breitwandsystem 1:1,85, für die Projektion existierte ein Apparat Nitzsche B (Nitzsche Reform, Lichtquelle Becklicht), für den Ton gab es Verstärker von Lorenz und Lautsprecher von Klangfilm, dazu bestand Dia-Wiedergabe mit Ton. Die 175 Zuschauersitze von Kamphöner waren Flach- und Hochpolsterklappsessel. Das kleine Gartenkino wurde 1961 wieder eingestellt. Als zu Beginn der 1970er Jahre das Wohnquartier zum Blasewitzer Ring erbaut wurde bestand es schon nicht mehr. |
| Filmbühne Wilhelmstadt (Lage)                                     | Wilhelmstadt Weißenburger Straße 35                 | 1949–1963           | 1949 eröffnete die Filmbühne Wilhelmstadt in der Weißenburger Straße 35 in einer im Krieg ausgebrannten Lagerhalle des Bäckereinkaufs. Hans Brosius war mit der „Wilhelmstadt Lichtspielhaus GmbH Otto Marschke & Co. KG“ Geschäftsführer des Kinos mit 400 Plätzen. Ab 1952 übernahm Otto Marschke die Geschäftsführung, ab 1957 Gerda Stremel. Gespielt wurde täglich zweimal. Das Haus hatte eine Bühne von 8 m × 6 m × 5 m und besaß eine Theaterlizenz. Für die Vorführungen gab es zwei Ernemann-II-Projektoren und tönendes Dia, Verstärker und Lautsprecher von Klangfilm. Die Sitzplätze waren teilweise Holzklappsessel, teilweise Polstersitze von Kamphöner. 1957 wurde für Breitwand 1:1,85 (Lichtquelle: Becklicht) eingerichtet und es kam eine Spät- und eine Jugendvorstellung hinzu. Für 1961 fehlt der Nachweis, im Kinoadressbuch 1962 ist die Filmbühne aufgenommen, doch 1963 wurde der Betrieb des Kinos eingestellt. Zu dieser Zeit musste die sanierungsbedürftige St. Wilhelm-Kirche erweitert werden. Der Abriss der alten Kirche erfolgte 1963, um den Platz für den Neubau von Ulrich Craemer zu schaffen. So nutzte die Gemeinde das eben geschlossene Kino bis 1965 als Notkirche. „Auf der Bühne wurde der Gottesdienst zelebriert, die Sakristei fand hinter dem Filmvorhang Platz. Nur das Geklapper der Kinositze soll bei den Gottesdiensten etwas gestört haben.“ () Danach wurden die Räume von den Zeugen Jehovas als Königreichssaal Spandau Ost genutzt. |
| Jerboa-Cinema (Lage)                                              | Wilhelmstadt Wilhelmstraße 21                       | 1990–1994           | Das ehemalige Britannia Centre Spandau, bekannt als „British Forces Families Centre“ (BFFC), wurde 1990 von der Property Services Agency (PSA) für die britischen Streitkräfte auf dem Platz des Kriegsverbrechergefängnisses Spandau gebaut. Das Britannia Centre bestand aus dem neuen Shopping Complex und dem neuen Cinema Complex sowie fünf vorher existierenden, aber vollständig überholten zwei- und dreigeschossigen Gebäuden. Es wurde in einzelnen Schritten von September 1990 bis Mitte 1991 eröffnet. Dort befanden sich das SSVC – Sound and Vision Centre und ein Jerboa Cinema (mit 230 Plätzen in der Wilhelmstraße 21) im Kinokomplex. Nachdem die Berlin Infantry Brigade Mitte 1994 aufgelöst wurde, verlor das Britannia Centre Spandau seinen Namen und wurde dadurch das einzige namenlose Einkaufszentrum Berlins. Nach Nutzung durch diverse Einzelhandelsunternehmen (Aldi im ehemaligen Kino) wurden die Gebäude derart umgebaut, das nichts mehr an den früheren Zustand erinnert, der Cinema-Complex verschwand dabei ganz. Mit der Komödie Familie Feuerstein gab das „Kino Jerboa“ an der Wilhelmstraße seinen Ausstand. „Ob das modernste Filmtheater im Bezirk wieder öffnet, ist ungewiß. Das Schicksal des zweiten Spandauer Btiten-Kinos wurde schon besiegelt: Das Astra schließt für immer. Bei ihrem Abzug aus Spandau hinterläßt die britische Armee nicht nur Kasernen, sondern auch zwei Filmtheater. Am 7. September erhält die 3. Luftwaffendivision der Bundeswehr die Schlüssel zum Stabsgebäude auf dem Flugplatz Gatow – und damit zum Kino "Astra". Im Oktober kommt dann das "Britannia Centre" an der Wilhelmstraße in deutsche Hände. Zu dem Einkaufszentrum gehört das Prunkstück der beiden Spandauer Briten-Lichtspiele: das Jerboa -- zu deutsch: Wüstenspringmaus. Seit dem 15. Juli ist das erst im Frühjahr 1991 eröffnete Kino geschlossen. […] 250 Sitzplätze, stufenweise angeordnet und von unten belüftet, dazu eine große Bühne, die auch für Theateraufführungen genutzt wurde. […] Die Yorck-Kino GmbH winkt ab: Wir betrachten Spandau sehr zurückhaltend, sagte Mitgesellschafter Knut Steenwerth. Der Bezirk sei ein "heißes Pflaster", seitdem United Cinemas international darüber nachdenkt, hier ein Multiplex-Kino mit 2500 Plätzen zu bauen. Das Kino war erst im Frühjahr 1991 eröffnet worden.“ () |
| Regina (Lage)                                                     | Wilhelmstadt Pichelsdorfer Straße 116               | 1958–1969           | Der Kinobesitzer Walter Cartun beauftragte den Architekten Heinz Groh in der verkehrsreichen Pichelsdorfer Straße das 598-Platz-Theater „Regina“ zu errichten. „Die freischwebend anmutende Form des Baukörpers ruhte an der Straßenfront auf zwei großen V-Stützen. Er wurde in Stahlbetonbauweise erstellt und mit einem Stahlbinderdach und einer massiven Dachdecke überdeckt. […] Das zu ebener Erde angelegte Foyer war dreiseitig in ganzer Höhe von Glaswänden umschlossen und machte den Eindruck besonderer Weitläufigkeit. Dies wurde durch den einheitlich vom Vorplatz zum Foyer durchlaufenden schachbrettartig verlegten Kunstsandsteinplatten-Fußboden unterstrichen. Die sanft ansteigende Bestuhlung bot ausgezeichnete Sicht auf die 110 m² große metallische Projektionsfläche. Das Haus besaß eine vollautomatische Klimaanlage, Ölheizung und eine induktive Anlage für Gehörschädigte. Die Wände waren mit Edelhölzern verkleidet, die Bühnenfront in Gelb mit schwarzen Mustern gehalten.“ () Vor der Umstellung der Hausnummern 1938 war (geändert Pichelsdorfer Straße 116, gerade) das Grundstück Pichelsdorfer Straße 106 (fortlaufend) nur an der Straßenfront bebaut und 110 Meter lang bis an die Kröwelstraße 27 (bis 1938 Nr. 13) durchreichend. Der Kinoname nahm die Tradition der Regina-Lichtspiele in der Klosterstraße auf, die ab 1937 im Besitz von Cartun waren. Jenes im Krieg zerstörte Kino lag 650 m entfernt vom neuen Standort. Das neue „Regina Spandau“ wurde am 5. September 1958 eröffnet. Es war das achte Lichtspieltheater von Walter Cartun, davon vier in Berlin, zwei in Kaiserslautern und zwei in Hamburg. Für die Zuschauerplätze gab es Hochpolstersessel von Wegener. Von Beginn an für 1:2,35-Breitwand (CinemaScope Einkanal-Lichtton) ausgerüstet. Die Technik für Bild und Ton von Philips stammte: Vorführmaschine FP 56 (Lichtquelle: Xenon) und tönendes Dia. Der Geschäftsführer von Cartun war Felix Weiss, zu täglich drei Vorstellungen kamen eine Matinee- und eine Spätvorstellung, jeden zweiten Donnerstag Filmkunstvorstellungen. Verblieben ist am Metzer Platz nach der Kino-Schließung 1969 ein schmuckloser, vereinfachter zunächst von einer Lebensmittelkette genutzter Flachbau, nunmehr von einem Drogeriemarkt belegt. |
| Tropfstein-Lichtspiele --- Flora-Lichtspiele (Lage)               | Wilhelmstadt Pichelsdorfer Straße 49                | 1915–1966           | 1919 wurden in der Pichelsdorfer Straße wohl von Richard Teuber die „Flora-Lichtspiele“ eröffnet. Mit 300 Sitzplätzen im Kino-Adressbuch notiert wurden sie täglich bespielt. Nach anderen Quellen ist der Kinobetrieb 1915 begonnen worden. Das Grundstück mit einer Straßenbreite von 15 Metern und einer Tiefe von 50 Metern war in dieser Größe (Flachbau: 13 m × 25 m) bebaut, zur Straße um 10 Meter zurückgesetzt. Der Wechsel der Adresse der Lichtspiele im Jahr 1938 von Pichelsdorfer Straße 39 auf 49 beruht auf der Umstellung der Grundstückszählung von Hufeisen- auf wechselseitige Nummerierung. „Spandau. Die früheren „Flora-Lichtspiele“ sind unter dem Namen „Tropfstein-Lichtspiele“ eröffnet worden.“ () Da die „Tropfstein-Lichtspiele“ in ihrem Inneren tatsächlich an eine Tropfsteinhöhle erinnert haben, beruht wohl die Umbenennung durch Teuber auf Umbauarbeiten im Inneren, wobei die weitere Kapazität mit 198 Plätzen angegeben wurde. Ab 1928 stehen wieder 275 Plätze bereit. Für die Stummfilmbegleitung stand eine mechanische Musikeinrichtung zur Verfügung, ab 1934 wurden Tonfilmvorführungen ermöglicht. Nach dem Tod von Richard Teuber im Jahr 1938 führt Alwine Teuber als Kinobesitzerin weiter. 1939 erhöhte sich die Platzkapazität erneut auf 329. 1943 im Einwohnerteil ist Alwine Kinobesitzerin, im Gewerbeteil sind die Tropfstein Lichtspiele und im Adressteil für das Haus 49 die Eigentümerin und die Tropfstein-Lichtspiele und Kaffee eingetragen. Der Kinobetrieb wurde erst 1951/1952 wieder aufgenommen. Die Tropfstein-Lichtspiele gehörten seither der Szlapka & Co. und Geschäftsführer ist Alfons Szlapka. Das Kino besaß nun 527 Plätze, wurde täglich dreimal bespielt, der Vorführapparat war eine Erko der Ernemann-Werke AG, die Verstärker stammten von Klangfilm, es gab eine Dia-Projektion. Ab 1957 sind täglich zwei Vorstellungen und eine Spätvorstellung je Woche, für die Zuschauer gab es Holzbestuhlung von Kamphöner, die Dia-Wiedergabe mit Ton. 1959 wurde die Vorführung von Breitwand (Lichtquelle: Xenon) möglich mit dem System CinemaScope Einkanal-Lichtton im Verhältnis 1:2,35. Es gab wieder täglich drei Vorstellungen. 1966 beendete Szlapka den Betrieb als Kino, und die Räume wurden von einem Supermarkt genutzt. Seit 2007 befindet sich ein asiatisches Restaurant im Haus. |